# Meg Wynn Owen
Meg Wynn Owen, pseudoniem van Margareth Shuttleworth (Lancaster, 8 november 1939 – Cardiff, juni 2022) was een Britse actrice. 
Owen was het meest bekend door haar rol als Hazel Bellamy, de vrouw van James Bellamy, in 21 afleveringen van de televisieserie Upstairs, Downstairs, maar trad ook op in theater, andere televisieprogramma's en in de films Gosford Park, Love Actually, Pride and Prejudice en Irina Palm. Ze werkte met Nicola Pagett, die ook in Upstairs, Downstairs speelde, in A Woman of Substance.
Zij leed aan dementie en werd in 2015 in een verzorgingstehuis geplaatst in Cardiff, in Wales, waar ze in juni 2022 overleed. Na haar dood bleek dat haar gevolmachtigde, kostuumontwerper Brian Malam, al haar geld had gestolen. Hij werd tot bijna drie jaar gevangenisstraf veroordeeld.

## Filmografie (selectie)
- Irina Palm, Julia
- WASP, Margret
- Pride and Prejudice, Mrs Reynolds
- Vanity Fair, Lady Crawley
- Love, Actually, PM's secretaresse
- Gosford Park, Lewis
- Last Orders, Joan
- Possession, Mrs Lees
- Dirty Dozen III, Mme Flanders
- Under Milk Wood, Lily Smalls

## Theater
- In The Pipeline, Joan
- Pygmalion, Mrs Higgins
- The Old Devils, Rhiannon Weaver
- Good, Helen
- Travesties, Gwendolyn
- Macbeth, Lady Macbeth
- Bodies, Helen
- The Beaux Stratagem, Mrs Sullen
- The Chalk Garden
- A Meeting by the River, Penelope
- Night of the Iguana, Hannah Jelks
- Absent Friends, Marje

## Televisie
- Doctor Who, Old Isabella
- Doctors, Eloise Beckley
- The Bill, Vera Andrews
- The Last Detective, Sheila Hopper
- Holby City, Anna
- On the Razzle, Mme Knorr
- Family Business, Iris Brooker
- Lorna Doone, Annie Ridd – 10 afleveringen
- Doctors, Marjorie Blak
- Trial and Retribution II
- Captain Colenso's Last Voyage
- The Lifeboat, Vera Parry – 3 afleveringen
- The Whistling Boy
- Upstairs Downstairs, Hazel Bellamy-née Forrest – 21 afleveringen
- Breeze Anstey, Lorne
- The Wedding, Mrs Jackson
- White Lady, White Lady
- Smith, Miss Manfield – 5 afleveringen
- A Woman of Substance
- Scarecrow and Mrs
- King
- The Mimosa Boys
- Travelling Man

## Websites
- (en)   Meg Wynn Owen in de Internet Movie Database

- Biblioteca Nacional de España: XX4615932
- Library of Congress Control Number: nr2003012083
- Nationale Bibliotheek van Israël: 987007318011705171
- Virtual International Authority File: 94125869
- WorldCat: E39PBJqk7D9HHqxYyJMfmfwDMP